# Galechirus
Galechirus (Galechirus scholtzi) – rodzaj jaszczurkopodobnego terapsyda z grupy anomodontów.
Żył w okresie późnego permu na terenach obecnej południowej Afryki. Osiągał długość ciała ok. 30 cm.
Jego szczątki znaleziono w Południowej Afryce (Karru). Opisano jeden gatunek tego zwierzęcia - Galechirus scholtzi na podstawie twarzowej części czaszki, żuchwy oraz fragmentów szkieletu pozaczaszkowego. Przez niektórych paleontologów uważany za przedstawiciela dicynodontów, inni z kolei twierdzą, że opisane szczątki należą do młodocianego przedstawiciela większego gatunku. Na podstawie zębów można stwierdzić, że był owadożercą.